# Yua Mikami

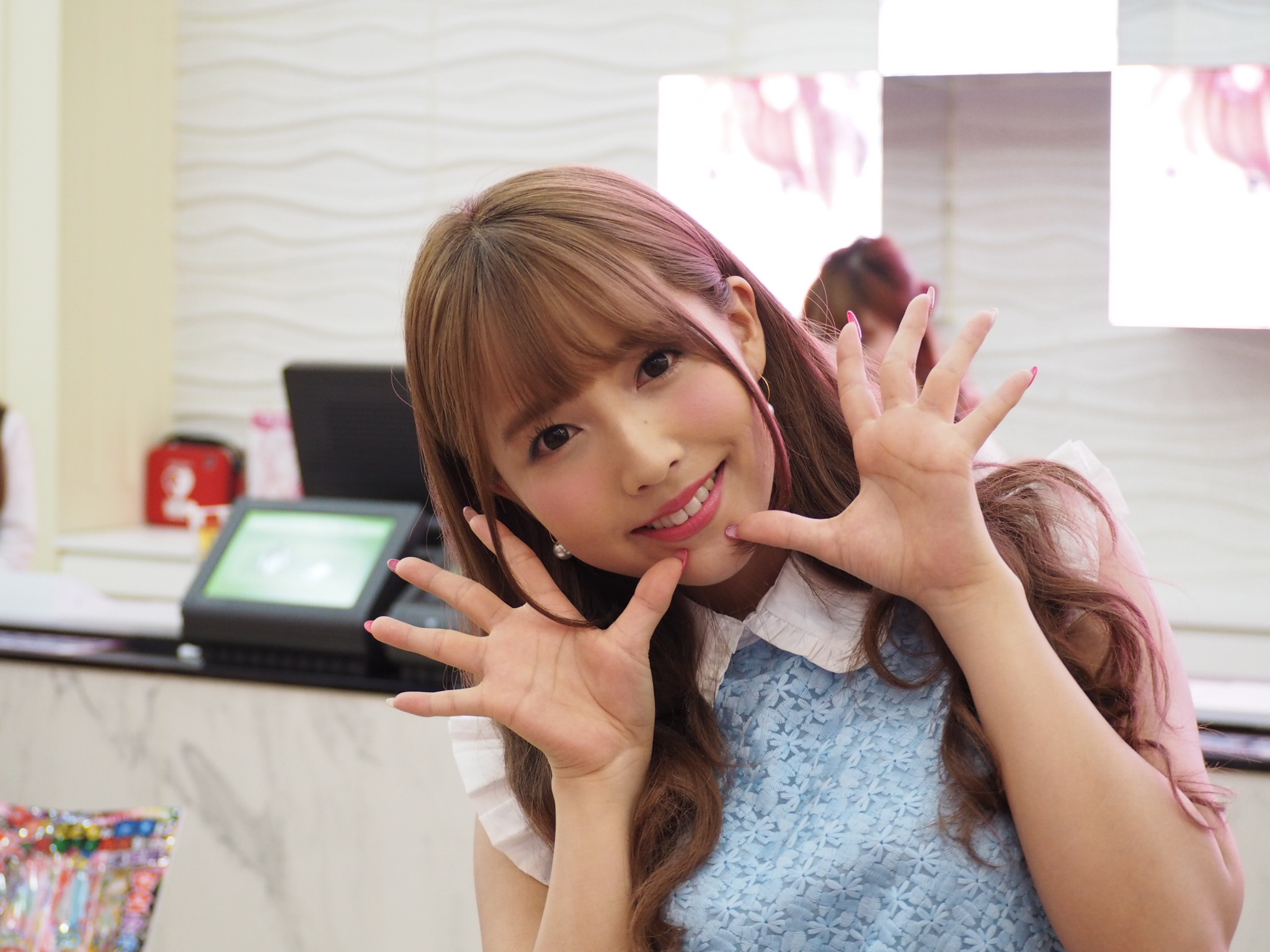
Yua Mikami (2017)

Yua Mikami, auch bekannt unter ihrem Geburtsnamen Momona Kitō (japanisch 三上 悠亜; * 16. August 1993 in Nagoya), ist ein Japanisches Idol. Sie erlangte Bekanntheit zunächst durch ihre Mitgliedschaft bei der Gruppe SKE48 und begann nach ihrem Ausscheiden dort eine Karriere als Pornodarstellerin und YouTuberin.

## Werdegang

### SKE48
Mikami trat als 15-Jährige im März 2009 der Gruppe SKE48 bei. Ihre Karriere dort verlief aber nicht reibungslos: Als 19-Jährige wurde sie zusammen mit Yuja Tegoshi augenscheinlich alkoholisiert fotografiert, obwohl in Japan der Konsum von Alkohol erst ab dem Alter von 20 Jahren erlaubt ist. Als auch ein Bild veröffentlicht wurde, auf dem sie Tegoshi küsste, verließ Mikami SKE48 endgültig. Die Gruppe sei bekannt für ihre Reinheit, und durch ihr Verhalten sei großer Schaden für die Gruppe entstanden.

### Karriere als Pornodarstellerin
Im Mai 2015 veröffentlichte Mikami mit Princess Peach ihren ersten Pornofilm. Eigentlich hätte es bei diesem einzigen Film bleiben sollen, doch entwickelte sich dieser zu einem großen kommerziellen Erfolg, sodass sich Mikami entschloss, noch weitere Filme zu drehen. Anfang 2016 wurde eine weitere Szene veröffentlicht. Im Mai erhielt sie den DMM Adult Award als Best New Starlet. Gleichzeitig widmete sie sich ihrer Social-Media-Karriere und erstellte Profile auf Twitter und Instagram und veröffentlichte auf einer (inzwischen gelöschten) Website selbst Bilder, die sie auf Twitter oder Instagram nicht veröffentlichen konnte. Mit wachsender Popularität startete sie im September 2016 einen Youtube-Channel, der inzwischen (Stand 15. Februar 2025) mehr als 1,1 Millionen Abonnenten aufweist. Ebenfalls 2016 wechselte sie die Produktionsfirma ihrer Filme hin zu S1 No. 1 Style, zu deren Aushängeschild sie sich bald entwickelte. 2017 erhielt sie als Best Actress einen weiteren DMM Adult Award. 2018 war sie auf Platz 8 der sich am besten verkaufenden Pornodarstellerinnen in Japan. Ihre Kooperation These Two Have No Equal mit Shoko Takahashi wurde zum zweitmeistverkauften Pornofilm 2018 in Japan. 2021 war Mikami die beliebteste und bestverkaufte Pornodarstellerin in Japan, nachdem sie im Jahr zuvor noch den zweiten Platz belegt hatte.

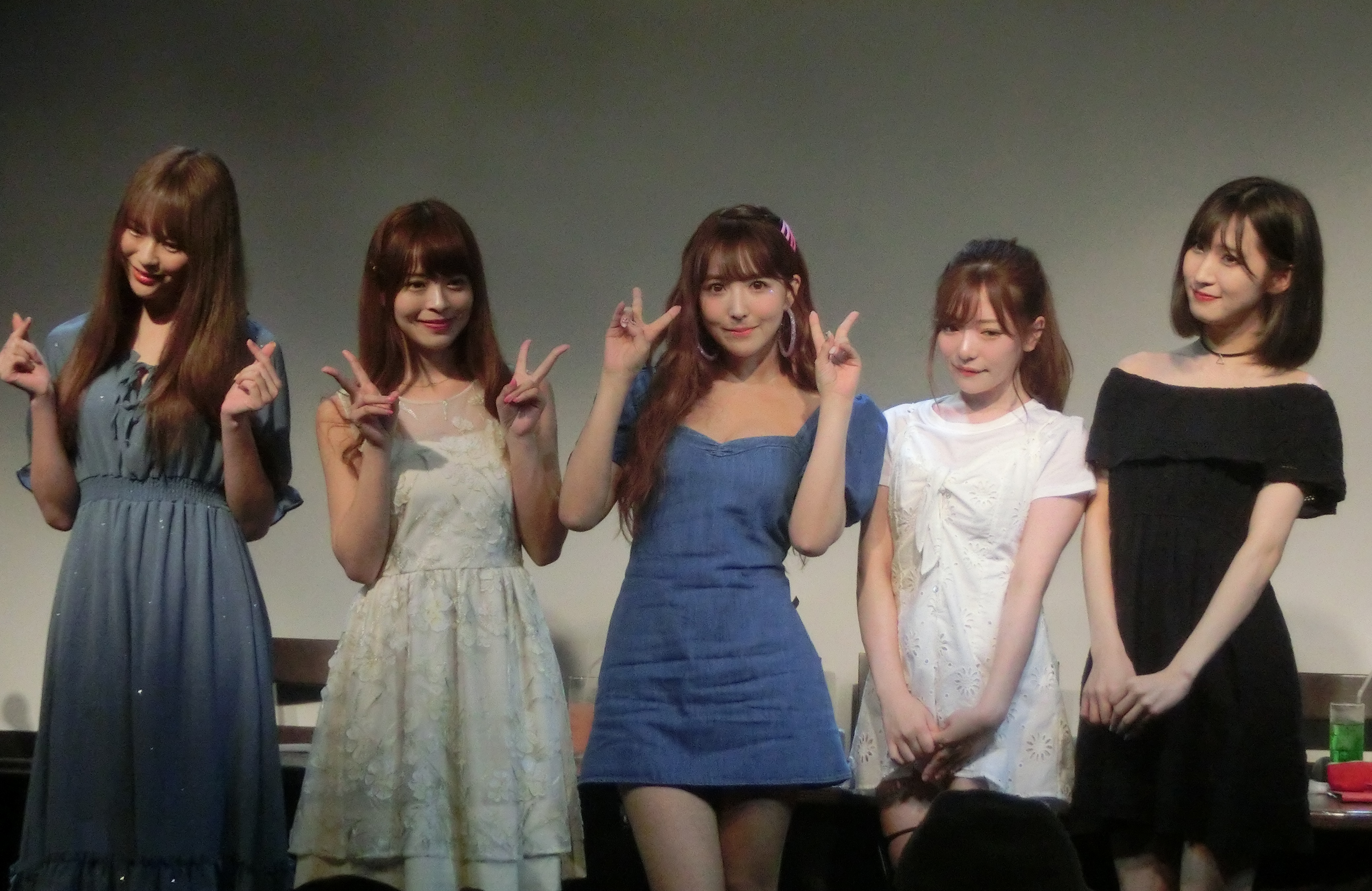
Yua Mikami (Mitte) mit Honey Popcorn (2018)

Auch als Pornodarstellerin betätigte sich Mikami nebenher noch als Sängerin. 2016 veröffentlichte sie die Solo-Single Ribbon. 2018 nutzte sie ihre auch in Korea große Popularität und gründete zusammen mit den ebenfalls als Pornodarstellerinnen tätigen Moko Sakura und Miko Matsuda die K-Pop-Band Honey Popcorn. Noch im selben Jahr wurde das Debüt-Album Bibidi Babidi Boo auf den Markt gebracht. Durch die daneben erfolgende Tätigkeit der Sängerinnen als Pornodarstellerinnen stieß die Band in der koreanischen Öffentlichkeit auf kontroverse Resonanz, da K-Pop-Sängerinnen als rein und unbefleckt galten. Nach einem weiteren Album 2019 und dem Wechsel verschiedener Mitglieder ist seit 2021 unbekannt, ob die Band überhaupt noch existiert. Ein Post auf Twitter, wonach sich die Gruppe aufgelöst habe, wurde wieder gelöscht.
Mikami nutzte ihre in Japan nach wie vor ungebrochene Beliebtheit 2021 dazu, ein eigenes Modelabel zu gründen und gebrauchte die durch die COVID-19-Pandemie bedingten Einschränkungen beim Filmdreh zum Ausbau ihrer Social Media Präsenz.
Im März 2023 verkündete Mikami das Ende ihrer Karriere als Pornodarstellerin für ihren 30. Geburtstag am 16. August 2023. Ihre letzte Szene Complete AV retirement, the last day. Yua Mikami’s Last Sex wurde am 15. August 2023 veröffentlicht. Im Laufe ihrer Zeit als Pornodarstellerin trat Mikami in über 200 Szenen auf. Seitdem widmet sie sich ihrer Karriere als Influencerin vor allem auf Youtube und dem Vertrieb ihrer Modelinie sowie mehrerer Make-Up-Linien.